# Finska mästerskapet i bandy 1931
Finska mästerskapet i bandy 1931 innebar ett förnyat system, för första gången avgjordes tävlingen i serieform i stället för cupform. Viipurin Palloseura vann mästerskapet.

## Mästerskapsserien

### Slutställning
| Lag                  | Spelade | Vinster | Oavgjorda | Förluster | Målskillnad | Poäng | VPS | VS  | KIF | HJK | HIFK | HPS |
| -------------------- | ------- | ------- | --------- | --------- | ----------- | ----- | --- | --- | --- | --- | ---- | --- |
| Viipurin Palloseura  | 5       | 5       | 0         | 0         | 27-11       | 10    |     | 2-1 | 6-1 | 6-4 | 6-3  | 7-2 |
| Viipurin Sudet       | 5       | 4       | 0         | 1         | 14-6        | 8     |     |     | 3-1 | 4-3 | 3-0  | 3-0 |
| Kronohagens IF       | 5       | 3       | 0         | 2         | 17-14       | 6     |     |     |     | 6-3 | 3-0  | 6-2 |
| HJK                  | 5       | 2       | 0         | 3         | 16-16       | 4     |     |     |     |     | 4-0  | 2-0 |
| IFK Helsingfors      | 5       | 1       | 0         | 4         | 7-17        | 2     |     |     |     |     |      | 4-1 |
| Helsingin Palloseura | 5       | 0       | 0         | 5         | 5-22        | 0     |     |     |     |     |      |     |

### Mästarlaget
Leo Tukiainen, Eino Kanervo, Valter Österdahl, Gösta Berg, Allan Lagerström, Väinö Meskanen, Onni Peltonen, Sulo Kirsi, Rufus Wahl, Erkki Kariluoma, Eero Kettunen

## B-mästerskapet

### Matcher

#### Omgång 1
- VPS - Vasa IFK 4-3

#### Omgång 2
- VPS - IF Drott 14-1
- Porin Palloilijat - Tampereen Palloilijat 0-6
- TPS - IFK Åbo 5-1
- Mikkelin Palloilijat - Warkauden Urheilijat 4-3
- Savonlinnan Pallokerho - Sortavalan Palloseura 7-0
- Lappeenrannan Urheilu-Miehet - Viipurin Reipas 5-1

#### Omgång 3
- VPS - Tampereen Palloilijat 8-3
- TPS - Jukolan Pojat 5-4
- Savonlinnan Pallokerho - Lappeenrannan Urheilu-Miehet 3-8

#### Semifinaler
- VPS - TPS 2-6
- Mikkelin Palloilijat - Lappeenrannan Urheilu-Miehet 3-8

#### Final
- TPS - Lappeenrannan Urheilu-Miehet 1-0

TPS vann B-mästerskapet, som avgjordes på Helsingin Palloseura.

## AIF-final
| Lag 1              | Resultat | Lag 2       |
| ------------------ | -------- | ----------- |
| Helsingin Kullervo | 2-1      | Töölön Vesa |